# La Conner
La Conner – miasto w Stanach Zjednoczonych, w stanie Waszyngton, w hrabstwie Skagit.

## Miasta partnerskie
- Olga, Rosja[1]
- White Rock, Kanada[2]